# Зорін Сергій Семенович
Сергій Семенович Зорін (справжнє ім'я Олександр Гомбарг; нар. 1890, Єлисаветград (нині — Кропивницький) — пом. 10 вересня 1937, Суздаль, Російська РФСР) — радянський партійний і державний діяч, кандидат у члени ЦК РКП (б) (1924—1925).

## Життєпис

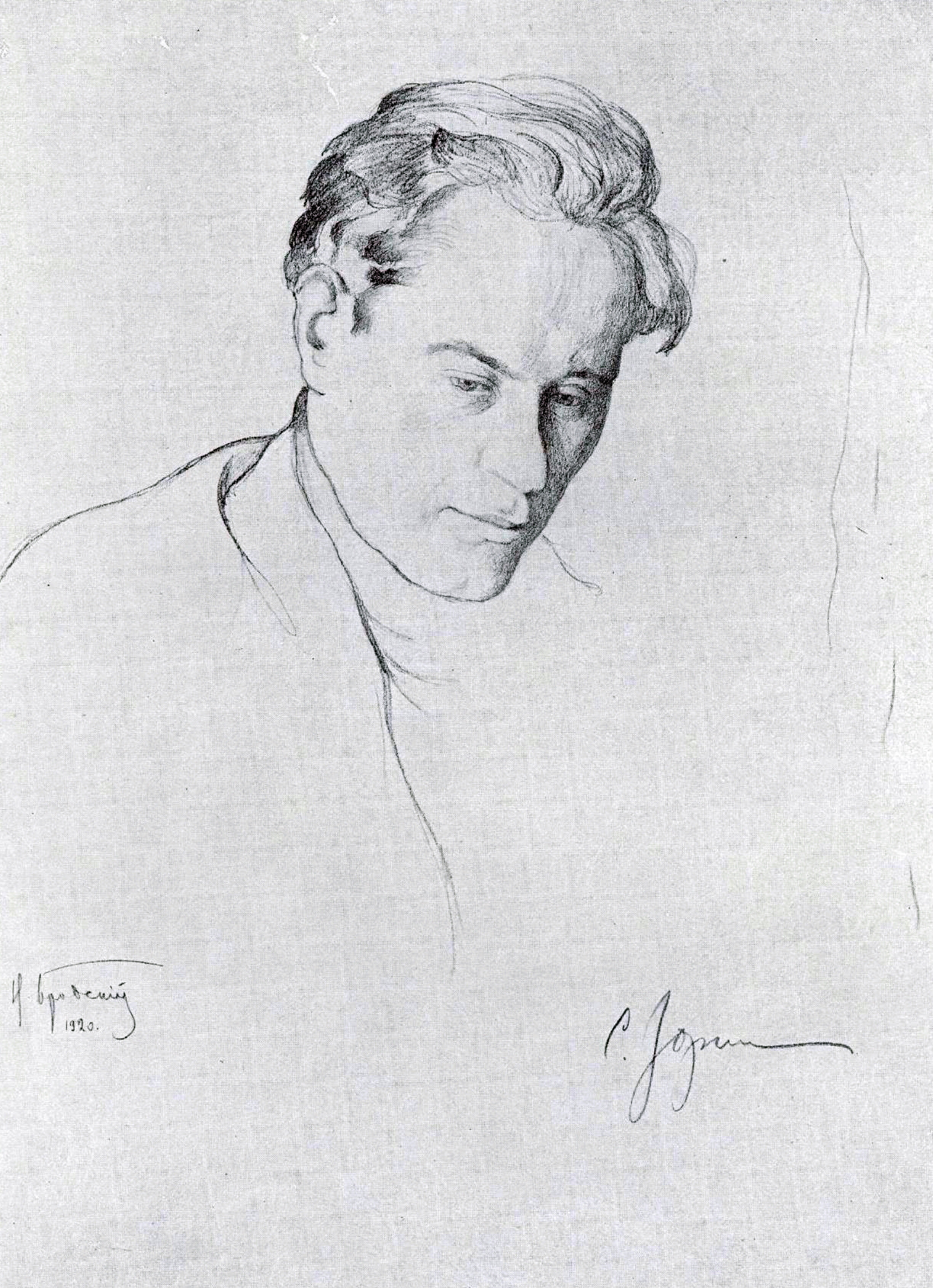
Сергій Зорін на Другому конгресі Комінтерну (1920). Портрет роботи Ісаака Бродського

У 1911—1917 роках Олександр Гомбарг перебував в еміграції в США, брав участь в діяльності Американської соціалістичної партії. У березні 1917 року повернувся до Російської республіки (разом з Левом Троцьким), прийнявши ім'я «Сергій Семенович Зорін». У тому ж році (в травні) вступив до складу РСДРП (б).

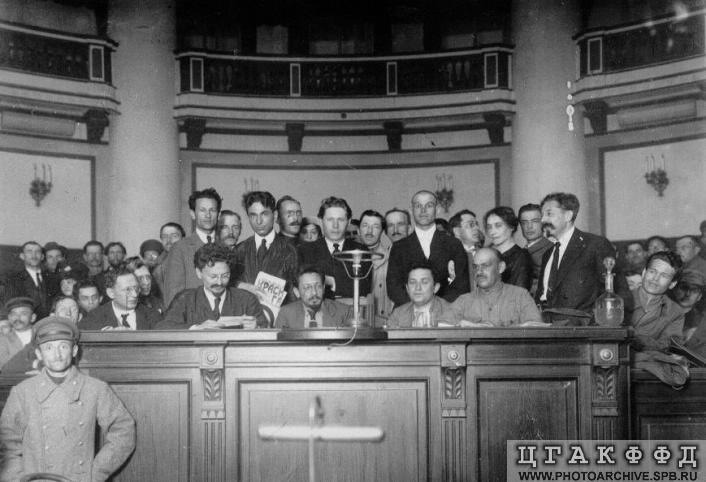
Другий з'їзд Рад Північної області, президія з'їзду. Петроград, 1 серпня 1918 року. Світлина Карла Булли. На світлині: нижній ряд, зліва направо: Мойсей Урицький, Лев Троцький, Яків Свердлов, Григорій Зінов'єв, М. М. Лашевич ; верхній ряд, зліва направо: М. М. Харитонов, М. І. Лісовський, Корсак, С. Семен Зорін, С. П. Восков, Сергій Гусєв, Сарра Равич, І. П. Бакаєв, Н. Н. Кузьмін.

Учасник встановлення радянської влади в Петрограді. У 1918 році — голова Революційного трибуналу в Петрограді, комісар із закордонних справ Північної комуни.
На партійній роботі:
- з 1919 року секретар Петроградського міського, з 1920 року — губернського комітету РКП (б).
- 1921—1922 роки Сергій Зорін обіймав посаду відповідальний секретар Брянського губкому РКП (б).
- З 1922 по 1923 роки працював референтом Виконкому Комінтерну.
- 1923—1927 рр. — відповідальний секретар Іваново-Вознесенського губкому РКП (б).

У 1924—1925 роках був кандидатом у члени ЦК ВКП (б). Обирався кандидатом у члени ВЦВК.
У 1927 році був виключений з партії за опозиційну діяльність (постанова XV з'їзду ВКП (б) 2-19 грудня 1927 року).
У 1928 року перейшов на господарську роботу до Вищої ради народного господарства. Також працював у будівельних організаціях.
У 1930 році Сергій Зорін був відновлений в партії.
У 1931 року увійшов до складу правління « Стандартжитлбуду», потім працював директором НДІ індустріалізації житлового будівництва.
Сергій Зорін був заарештований 1 січня 1935 року. А 26 березня його засуджено до 5 років позбавлення волі з утриманням у таборі особливого режиму (Суздаль).
10 вересня 1937 року Сергій Зорін розстріляний. Посмертно реабілітований.

## Сім'я та діти
- Перша дружина — Єлизавета Яківна Волгіна. Дочки Наталя і Ольга.
- Друга дружина — Антоніна Павлівна Малиновська.